# Pennadomo
Pennadomo es un municipio de 348 habitantes en la provincia de Chieti: forma parte de la Comunità Montana Aventino-Medio Sangro.

## Evolución demográfica
| Gráfica de evolución demográfica de Pennadomo entre 1861 y 2001 |
|                                                                 |
| Fuente ISTAT - elaboración gráfica de Wikipedia                 |

- Datos: Q51261
- Multimedia: Pennadomo / Q51261

1. ↑  Worldpostalcodes.org, código postal n.º 66040.
2. ↑  «Codici Catastali». Comuni-italiani.it (en italiano). Consultado el 29 de abril de 2017.